# 克里斯蒂亞諾·扎內蒂
克里斯蒂亞諾·扎內蒂（Cristiano Zanetti，1977年4月14日—），已退役意大利足球運動員，司職防守中場。

## 生平
早年曾效力過佛罗伦萨（1993-96)），後來投身一些小型球會，包括威尼斯（1996-97）、雷吉納（1997-98）、卡利亚里（1998-99）。
直至1999年加盟羅馬（1999-2001）。他在效力羅馬的期間，曾經奪得過一個意甲聯賽冠軍。隨後轉會至国际米兰。
2006年，在尤文圖斯即將因電話門事件降級的情況下，扎內蒂自国际米兰轉會到了尤文圖斯，帶領後者升回甲組。
2011年1月31日，扎內蒂加盟布雷西亞，但只效力一季，便宣告退役。

## 國家隊
扎內蒂還曾經意大利國家足球隊參加2002年世界杯足球賽和2004年歐洲足球錦標賽的賽事。